# Can Maganet
39° 34′ 20.21″ N, 2° 39′ 21.28″ E / 39.5722806°N,2.6559111°E
Can Maganet és un restaurant inagurat l'any 1909 al carrer del Sindicat, núm.  70 de Palma, Mallorca. Bar restaurant clau a la Porta de sant Antoni. Nom que rep del seu fundador,  Maganet. Des del 1909 al 1926 fou regentat per Margalida Rosselló i, des de 1926 al 1990, pels seus fills. Des de 1990, per Bernat Sureda, Catalina Higini i Guillem Martí. Es converteix en bar l'any 1992.
Era un establiment molt conegut des del 1945, tant pels seus menjars típics com per ser un lloc de reuniò del pagesos de la part forana que venien al mercat de Palma. El 1977, obriren, al menjador, el colmado Maneu.